# Nannopopillia nickerli
Nannopopillia nickerli är en skalbaggsart som beskrevs av Ernst Gustav Kraatz 1892. Nannopopillia nickerli ingår i släktet Nannopopillia och familjen Rutelidae. Inga underarter finns listade i Catalogue of Life.